# Fénix brillante (relato de Ray Bradbury)
Fénix brillante (título original en inglés Bright Phoenix) es un relato corto del escritor estadounidense Ray Bradbury escrito en 1947 y publicado en The Magazine of Fantasy and Science Fiction en mayo de 1963. Sirvió como base para la novela Fahrenheit 451 (1953). Bright Phoenix fue reeditado en A Pleasure to Burn: Fahrenheit 451 (2010).
En la presentación del cuento para Fantasy and Science Fiction, escribe Bradbury:

"Lo escribí en 1947-48 y permaneció en mis archivos a lo largo de los años, saliendo solo unas pocas veces para presentarlo en publicaciones de prestigio como Harper's Bazaar o The Atlantic Monthly, donde fue descartado. Permaneció en mis archivos y recopilé muchas ideas sobre el tema. Estas ideas se desarrollaron y se convirtieron en Fahrenheit 451.

En 1951, Galaxy Science Fiction publicó una novela corta (novella) de Bradbury titulada The Fireman sobre la misma idea de la quema de libros que ya aparece en Bright Phoenix. Una posterior ampliación de esta novela llevaría a la escritura de Fahrenheit 451.

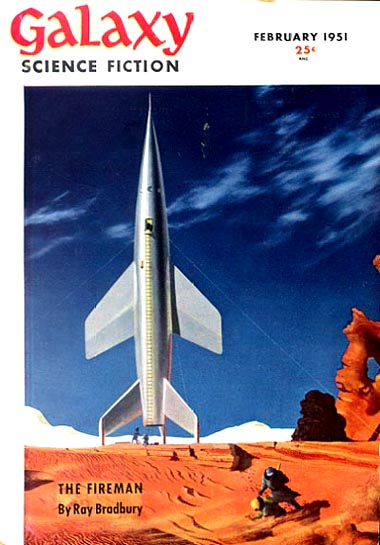
Portada de Galaxy Science Fiction de febrero de 1951.

## Argumento
Año 2022. Jonathan Barnes, Jefe Censor de Green Town, Illinois, entra en la biblioteca pública con una misión: quemar libros. Viene acompañado de numerosos hombres uniformados de negro que empiezan a coger libros de los estantes y arrojarlos por las ventanas al patio para hacer una hoguera. Extrañamente a como el señor Barnes esperaba, no encuentra ninguna oposición por parte del bibliotecario.